# Rivière de la Boule
Rivière de la Boule är ett vattendrag i Kanada.   Det ligger i provinsen Québec, i den sydöstra delen av landet, 180 km nordost om huvudstaden Ottawa.
I omgivningarna runt Rivière de la Boule växer i huvudsak blandskog. Runt Rivière de la Boule är det ganska glesbefolkat, med 23 invånare per kvadratkilometer.